# Saint-Aubin-de-Scellon
Saint-Aubin-de-Scellon es una localidad y comuna francesa situada en la región de Alta Normandía, departamento de Eure, en el distrito de Bernay y cantón de Thiberville.

## Demografía
| 378 | 347 | 277 | 299 | 285 | 314 |
| Para los censos de 1962 a 1999 la población legal corresponde a la población sin duplicidades (Fuente: INSEE [Consultar]) |     |     |     |     |     |